# Głęboczek (województwo podlaskie)
Głęboczek – wieś w Polsce, położona w województwie podlaskim, w powiecie siemiatyckim, w gminie Perlejewo.
Wieś duchowna położona była w 1795 roku w ziemi drohickiej województwa podlaskiego.
W latach 1975–1998 miejscowość administracyjnie należała do województwa łomżyńskiego.

## Części wsi
| SIMC    | Nazwa | Rodzaj  |
| ------- | ----- | ------- |
| 0403057 | Łazy  | kolonia |

## Historia
Wieś położona w dolinie rzeczki wpadającej do Buga i stąd wywodzi się jej nazwa.
Pod koniec XV w. własność Miska, dziedzica na Sielcu i Krzemieniu i jego syna Jana Miszkowicza, łowczego Wielkiego Księstwa Litewskiego. Wymienieni właściciele w roku 1491 przekazali miejscowość i 5 włók ziemi na uposażeniu kościoła w Grannem. 
Wieś wykazana w spisie podatkowym z roku 1676: (w Głębocku, z Głębocka).
Z czasem Głęboczek stał się częścią rozległych dóbr rudzkich należących do Ossolińskich. W pierwszej połowie XIX wieku należały one do Jana Kajetana, hrabiego Ossolińskiego. Po jego śmierci zostały odziedziczone przez syna Wiktora. Obejmowały dziesięć folwarków. Głęboczek wraz z kilkoma innymi wsiami wchodził w skład klucza Kabaćki. 
W 1861 dobra rudzkie znajdowały się w rękach Wandy Potockiej. W tym samym roku wieś została uwłaszczona. 
Pod koniec XIX w. Głęboczek znajdował się w gminie Skórzec w powiecie bielskim. Należał do parafii Granne, po jej rozwiązaniu, został w 1892 roku przyłączony do parafii Perlejewo.
W roku 1921 we wsi 15 domów i 124 mieszkańców, w tym jedna narodowości białoruskiej. 